# Internationale Luchthaven Phu Bai
De Internationale Luchthaven Phú Bài (Vietnamees: Sân bay quốc tế Phú Bài) is een internationale luchthaven ten zuiden van Huế in Vietnam. De afstand tot de binnenstad is 15 km. In 2007 diende het 800.000 passagiers.